# Élections sénatoriales de 2020 au Kentucky
Les élections sénatoriales de 2020 au Kentucky ont lieu le 3 novembre 2020 afin d'élire 19 des 38 membres du Sénat de l'État américain du Kentucky.

## Système électoral
Le Sénat du Kentucky est la chambre haute de son parlement bicaméral. Il est composé de 38 sièges pourvus pour quatre ans mais renouvelé par moitié tous les deux ans au scrutin uninominal majoritaire à un tour dans autant de circonscriptions que de sièges à pourvoir.

## Résultats
|       | Parti républicain | 28 | 12 | 14 | 30 | 2             |  |  |  |
|       | Parti démocrate   | 10 | 7  | 5  | 8  | 2             |  |  |  |
|       |                   |    |    |    |    |               |  |  |  |
| Total | Total             | 38 | 19 | 19 | 38 | en stagnation |  |  |  |